# Sport à Saint-Sébastien-sur-Loire
 (avril 2023).
Le sport à Saint-Sébastien-sur-Loire, commune de Loire-Atlantique en France, a été récompensé par la mention « Ville la plus sportive des Pays de la Loire » que Saint-Sébastien-sur-Loire a depuis 2000. En 2011, la ville compte 56 clubs, 40 disciplines différentes et 8 198 licenciés sportifs sur les 27 958 habitants de la commune.

## Histoire
- 1900 : le 28 mai, création  par l’abbé Guillou d’une société musicale : l’Harmonie la Cambronnaise association qui existe toujours sous la forme d'un club de Gymnastique.

- 1912 : Déclaration de la société de gymnastique, tir, préparation  militaire de la Cambronnaise par le même abbé Guillon qui sent venir la guerre[2].

- 1928 : le 5 août fut créée l'Amicale Laïque Saint-Sébastien sous le nom de la Société des Amis des Écoles Laïque de Saint-Sébastien par Laurent Thomas. Cette association comporte aujourd'hui 13 sections dont 7 sportives.

- 1945 : fondation du Groupement sportif de Saint-Sébastien-sur-Loire, premier club de football de la commune sous l'impulsion de Roger Pichot

- 1952 : la section basket de l'ALSS est officiellement créée[3].

- 1959 : fondation du second club de football de la commune, St Sébastien Profondine

- 1970 : fondation du club de tennis de la ville par Albert Galigné, premier président[4].

- 1978 : fondation du club de Cyclisme de Saint-Sébastien-sur-Loire (VCS) par quelques copains de Saint Sébastien (Marcel, Maurice, Serge, Rémi) qui pratiquaient la randonnée à vélo et qui souhaitaient se rassembler au sein d'une association, former un club et ainsi sceller les liens d'amitié qui les unissaient[5].

- 1980 : 
  - inauguration de 3 courts de tennis extérieurs à l'Ouche Catin[4].
  - Construction du gymnase du Douet

- 1984:
  - fondation du club équestre de Saint-Sébastien par Messieurs Pacaud, Thobie, Leboeuf, Charlot, Dano, Jouannic, Garreau et Léo Lagrange avec l'aide des Mairies de Saint-Sébastien-sur-Loire, Rezé et Bouguenais.
  - fondation du club de rink-hockey de la commune par Henri Chevolleau et Jacky Bertrand.
  - fondation du club de roller de la commune.

- 1988 : en juillet, incendie et destruction des écuries de l’île Forget.

- 2001 : création de la section badminton du  Tennis Club Sébastiannais qui devient le Raquettes Club Sébastiennais[4].

- 2005 : inauguration des 2 courts de tennis extérieurs de Chantepie[4].

## Disciplines

### Arts Martiaux
- Judo Club
- Karaté Kobudo
- Hwarang Taekwondo
- Association du Héron Blanc
- Capoeira et Culture Brésilienne - Jacobina Arte

### Athlétisme
- SNAC Section Sébastiennaise, composé de 400 licenciés.

### Basket-ball
- Amicale Laïque Saint-Sébastien, créée en 1952, qui comporte 247 licenciés.

### Billard
- Association Billard Sébastiennaise

### Boules et pétanque
- Cercle Jean Macé Boules sablées
- Pétanque Sébastiennaise

### Boxe Anglaise
- Ring Olympique St Sébastien

### Danse
- Rythme Sud Danse
- L’Étoile d’Orient
- Entraide Danse
- Tam-Tam Sans Frontière
- ALSS Section Dance
- Danses et Musiques du Monde
- Diligence Country Western Dance
- Arts Circuit, la danse en mouvement

### Cyclisme
- Vélos Club Saint-Sébastien, fondé en 1978, le club est fort d'environ 270 adhérents[5].

### Équitation
- Association pour le développement des activités Equestres créée en 1984. Le club comportait 315 adhérents en 2007[6]

### Football
Il existe trois clubs de football à Saint-Sébastien-sur-Loire:
- Le Saint-Sébastien Football Club (SSFC), est une alliance du club de La Profondine, fondé en 1959 et du club du Groupe Sportif Saint-Sébastien (GSSS), fondé en 1945. Ce nouveau club date de 2017.

- AS Renault Outillage Section Football, il évolue au niveau régional du football en entreprise[7].

- Municipaux football

### Golf
- Association Golfique de St Sébastien

### Gymnastique
La gymnastique est principalement représentée à Saint-Sébastien-sur-Loire par le club de La Cambronnaise de Saint-Sébastien-sur-Loire, créé en 1900 et qui compte, en 2010 plus de 1 000 adhérents.

#### Aérobic
- La Cambronnaise Section Aérobic

#### Éveil
- La Cambronnaise Section Éveil

#### Gymnastique de compétition
- La Cambronnaise

#### Gymnastique d’entretien
- Association Départementale de Gymnastique d’entretien
- Association du Centre de l’Allée Verte

#### Gymnastique rythmique et sportive
- La Cambronnaise

#### Twirling
- La Cambronnaise Section Twirling

### Handball
- AL Handball
- St Sébastien Sud Loire HandBall (3SLHB)

### Hockey sur Gazon
- Saint Sébastien Hockey Club[8]

### Marche
- A.P.I.E.D.S.

### Natation
- St Sébastien Natation

### Roller
Le roller à Saint-Sébastien-sur-Loire est principalement composé de l'ALSS Roller Skating et de l'ALSS Rink-hockey créés tous deux en 1984.

#### Artistique
- ALSS Roller Skating Section Artistique

#### Randonnée et Loisir
- ALSS Roller Skating Section Loisir et Randonnée

#### Rink-hockey
- ALSS Rink-hockey

#### Roller de vitesse
- ALSS Roller Skating Section Course

#### École de patinage
- ALSS Roller Skating Section École de Patinage

### Rugby
Le club de rugby de la ville s'appelle le Rugby club de Saint-Sébastien/Basse-Goulaine(RCSSBG) qui a évolué en Fédérale 3 (équivalent 5e division Nationale) de la saison 2007/2008 à la saison 2018-2019 ou il est relégué en Honneur régional. Il est de nouveau promu en Fédérale 3 pour la saison 2020-2021.
Il est composé d'une école de rugby (à partir de 6 ans) et de toutes les équipes classiques jusqu'au seniors. L'équipe des vétérans du club (LES FROGS) comporte environ 35 membres et se déplace dans tout l'ouest de la France et à l'étranger pour des rencontres amicales et festives.

### Tennis
- Raquettes Club Sébastiennais, fondé en 1970. La section comportait pour la dernière saison 430 adhérents[4].

### Tennis de table
- Ping-Pong Club

### Triathlon
- Tri-Véloce St Sébastien

### Volley-ball
- Volley Loisir sébastiennais

### Yoga
- Yoga 3e âge
- Yoga Club de St Sébastien

## Équipements sportifs

### Stade
- Stade René Massé (2 400 places)[9]
- Stade des Gripots
- Stade de la Profondine

### Gymnase
- Gymnase de l'Ouche Quinet (126 places)
- Gymnase Luc Abalo (venu remplacer le gymnase du Petit Anjou, détruit)
- Gymnase des Savarières
- Gymnase de la Profondine
- Gymnase de la Martellière
- Gymnase du Douet[10]

### Autres
- Centre équestre de l'île Forget
- Un anneau-roller (construit sur l'emplacement de l'ancienne piscine de l'Ouche Quinet)
- Centre régional technique de la Ligue atlantique de football
- Boulodrome
- Halle de raquettes de Chantepie
- CRAPA
- Terrain de Golf de l'île Pinette
- Piste de bicross de l'île Forget[11]
- Piscine So Pool, construite en coopération avec la commune de Basse-Goulaine

## Personnalités sportives liées à Saint-Sébastien
- Margaux Galliou-Loko, née en 1993 à Saint-Sébastien-sur-Loire est une joueuse française de basket-ball évoluant en Ligue féminine de basket, plus haut niveau du basket féminin français et ayant à son palmarès plusieurs titres de championne de France et des médailles au niveau international[12].
- Giovanni Sio, né en 1989 à Saint-Sébastien-sur-Loire est un footballeur professionnel franco-ivoirien formé au FC Nantes M-19 et  ayant évolué en équipe de France junior avec qui il a été finaliste du tournoi de Toulon. Il a à son actif un titre de Coupe de Suisse et a été meilleur buteur FC Sion lors de la saison dernière[13]
- Tomy Lépine, né en 1993 à Nantes et licencié a l'ALSS Roller skating est un patineur de vitesse. Il a remporté une médaille d'or au 10 000[14] mètres à points route junior lors du championnat du monde 2010 à Guarne en Colombie et au 20 000 mètres cadets lors de l'Euro 2010 à San Benedetto del Tronto en Italie[15]. IL est considéré comme l'un des meilleurs patineurs français de la saison actuelle et est dans le top 10 mondial[16]. Il est le frère de Brian.
- Brian Lépine, né en 1990 et licencié à l'ALSS roller skating est un patineur de vitesse. Il a remporté une médaille d'argent au 20 000 mètres élimination route lors du championnat d'Europe 2010 à San Benedetto del Tronto en Italie[17] ainsi qu'au 5000 mètres lors des championnats du monde 2011 à Yeosu en Corée du Sud[18]. Il est dans le top 10 mondial et est considéré comme l'un des meilleurs joueurs français de la saison[16].
- Thomas Boucher, né en 1982, licencié à l'ALSS roller skating et adjoint au maire de Saint-Sébastien-sur-Loire chargé de la démocratie participative[19] est un patineur de vitesse. Il a remporté en championnat du monde 4 médaille d'or depuis 2005 ainsi que plusieurs titres de champions du monde[20].
- Mélanie Lizé, née en 1998 et licenciée à l'ALSS roller skating est patineuse de vitesse. Elle fut 14 fois championne de France à différentes catégories,  et vice championne d'Europe en relai sur piste[21].